# 감도항
감도항은 전라남도 여수시 화양면 이천리 감도마을 인근에 있는 어항이다. 2007년 8월 8일 어촌정주어항으로 지정하여 관리하고 있다. 시설관리자는 여수시장이다.

## 어항 구역
- 수역: 북위 34°43′28″, 동경 127°33′44″의 지점에서 S5°E방향으로 250m점과 이 점에서 N85°E방향으로 85m점과 이 점에서 N5°W방향으로 165m점과 이 점에서 N66°E방향으로 225m점과 이 점에서 S20°E방향으로 165m점과 이 점에서 S3°W방향으로 육지부를 연결하는 선을 따라 형성된 공유수면[1]

## 어항 시설
- 방파제 125m, 선착장 49m

## 기본 계획
- 방파제 175m, 선착장 49m, 소통구 5m[1]

## 정비 계획
- 방파제 50m, 소통구 5m[2]

## 주요 어종
- 새고막, 전어